# Malilipot, Albay
Malilipot là một đô thị hạng 4 ở tỉnh Albay, Philippines. Theo điều tra dân số năm 2015, đô thị này có dân số 37.785 người trong.

## Các khu phố (barangay)
Malilipot được chia thành 18 khu phố (barangay).
| - Binitayan - Calbayog - Canaway - Barangay I (Pob.) - Barangay II (Pob.) - Barangay III (Pob.) - Barangay IV (Pob.) - Barangay V (Pob.) - Salvacion | - San Antonio Santicon (Pob.) - San Antonio Sulong - San Francisco - San Isidro Ilawod - San Isidro Iraya - San Jose - San Roque - Santa Cruz - Santa Teresa |